# Doctrina Dahiya

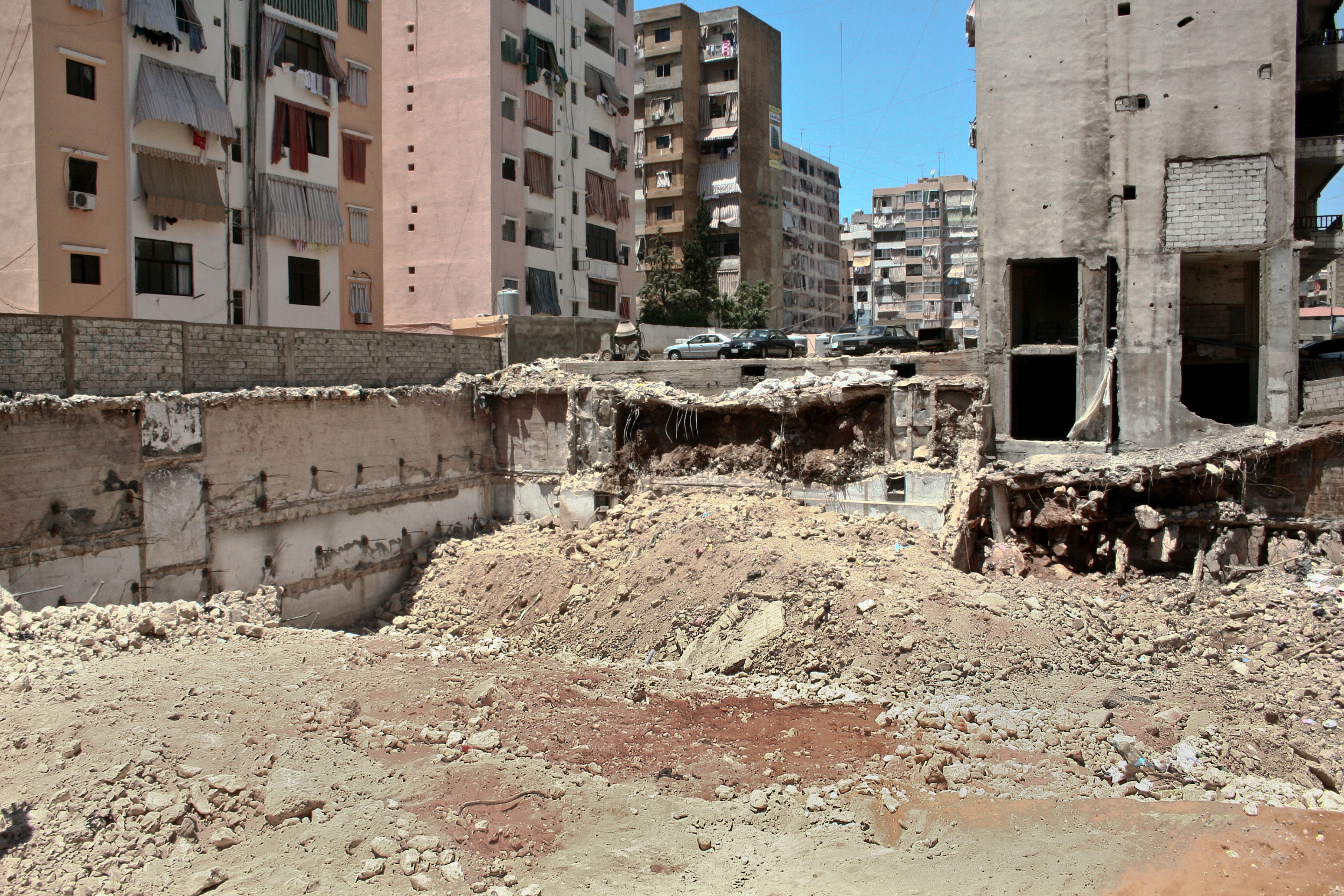
Cráter entre ruinas producto de la Guerra del Líbano de 2006.

La Doctrina Dahiya es una doctrina militar formulada por el general israelí Gadi Eizenkot que se relaciona con el contexto de la guerra asimétrica en las zonas urbanas y propugna el uso de la fuerza "desproporcionada" en represalia contra las zonas civiles utilizadas como base para los ataques como elemento disuasorio. El objetivo es, a pesar del principio básico del derecho de la guerra, no hacer ya una distinción entre objetivos civiles y militares.
Esta doctrina recibe su nombre de la zona de viviendas de los chiitas en Beirut, que era un bastión de Hezbolá antes de que fuera arrasada por la Fuerza Aérea Israelí durante el conflicto entre Israel y el Líbano en 2006.
La primera formulación pública de esta doctrina tuvo lugar en octubre de 2008, en una entrevista con la agencia Reuters en la que el General Eizenkot dijo:

Lo que ocurrió en el barrio Dahiya de Beirut en 2006 ocurrirá en todas las aldeas que se utilizan como base para disparar contra Israel. ... Usaremos una fuerza desproporcionada [en estas áreas] y causaremos grandes daños y destrucción. Desde nuestro punto de vista, no son pueblos civiles, sino bases militares. ...Esto no es una recomendación, sino un plan, y ha sido aprobado..